# Ellie Hahn

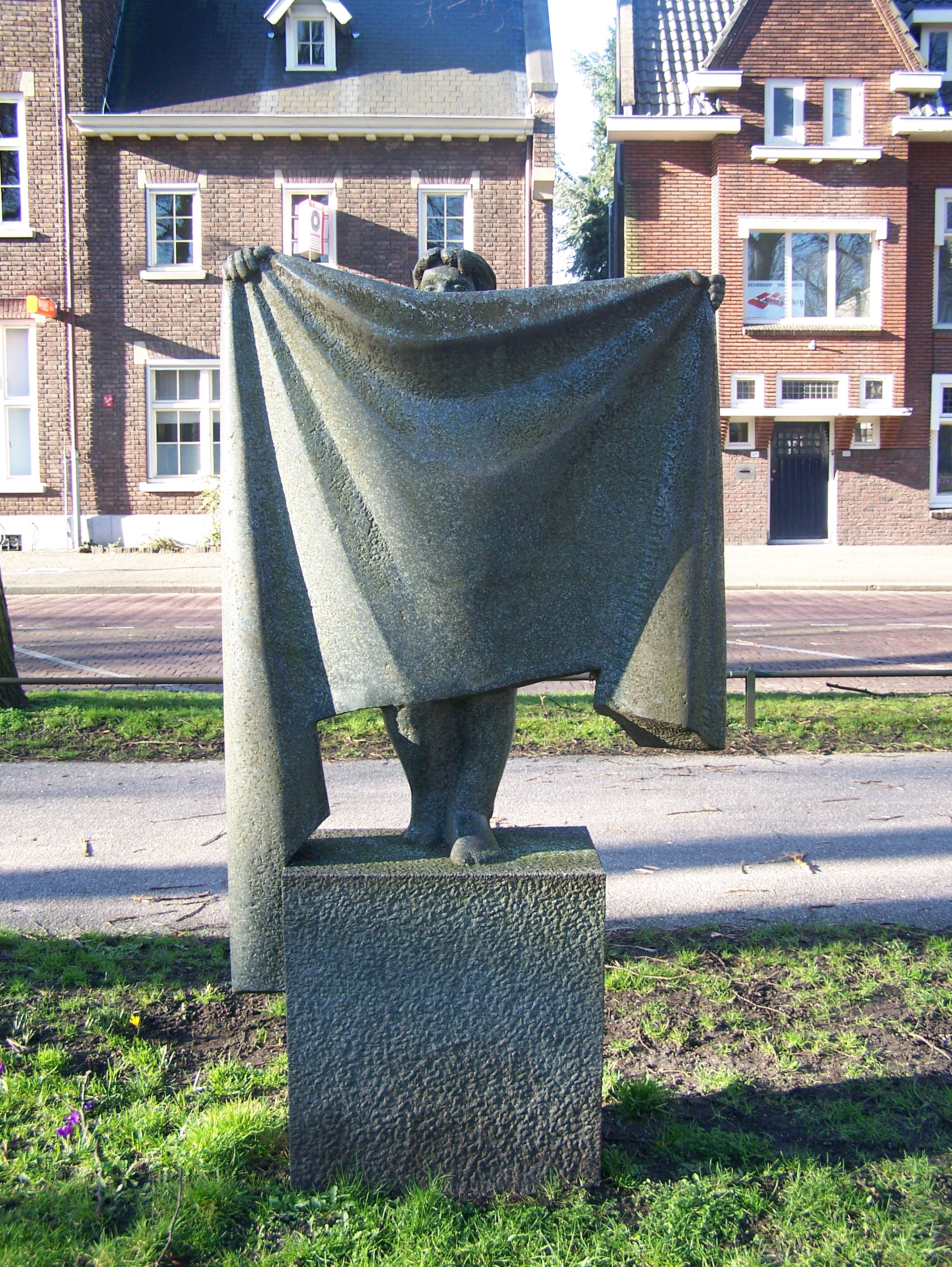
Désiree (1993), Utrecht

Ellie Hahn (Jutphaas, 1950) is een Nederlands beeldhouwer en academiedocent.

## Leven en werk
Hahn werd opgeleid bij Jan van Luijn aan de Academie Artibus (1968-1973) in Utrecht en bij Piet Esser aan de Rijksakademie van beeldende kunsten (1973-1977) in Amsterdam. Ze maakt beelden in klein, steen en brons, daarbij geïnspireerd door alledaagse dingen. Ze werkt figuratief, maar zoekt naar een eenvoudige, heldere vorm. In een interview met De Telegraaf zei ze daarover in 1993: "Ik zoek naar de essentie; het kan allemaal veel simpeler. Ik wil met minder middelen een sterkere expressie bereiken. Het is wel figuratief, maar in feite ook een abstractie."
Hahn won in 1975 de kunstprijs Willem F.C. Uriot en in 1977 de Prix de Rome voor vrije beeldhouwkunst. Ze gaf les aan bij Artibus (1977-1989) en de Stichting CREA (1978-2013), de culturele afdeling van de Hogeschool van Amsterdam en de Universiteit van Amsterdam. Tot haar leerlingen behoorden Theo Germann, Diet Idzerda en Caroline Ruizeveld.

## Enkele werken
- 1984 Nijlpaard, Koekoeksplein, Utrecht. Stond aanvankelijk op de speelplaats van de Singelschool. Na een fusie met basisschool De Koekoek, kreeg het in 1995 een plaats aan het Koekoeksplein.
- 1993 Désiree, Beeldenroute Maliebaan, Utrecht.
- 2003 Broeders Prinses Wilhelminastraat / Adriaan Leeuwenhoekstraat, Hekendorp. Aan de Vondelstraat in Maarssen staat een tweede exemplaar.
- 2008 buste Heike Kamerlingh Onnes, Steenschuur (voor het Kamerlingh Onnes Gebouw van de Universiteit), Leiden.
- Ochtend, Van Hogendorpstraat, Utrecht.

## Fotogalerij

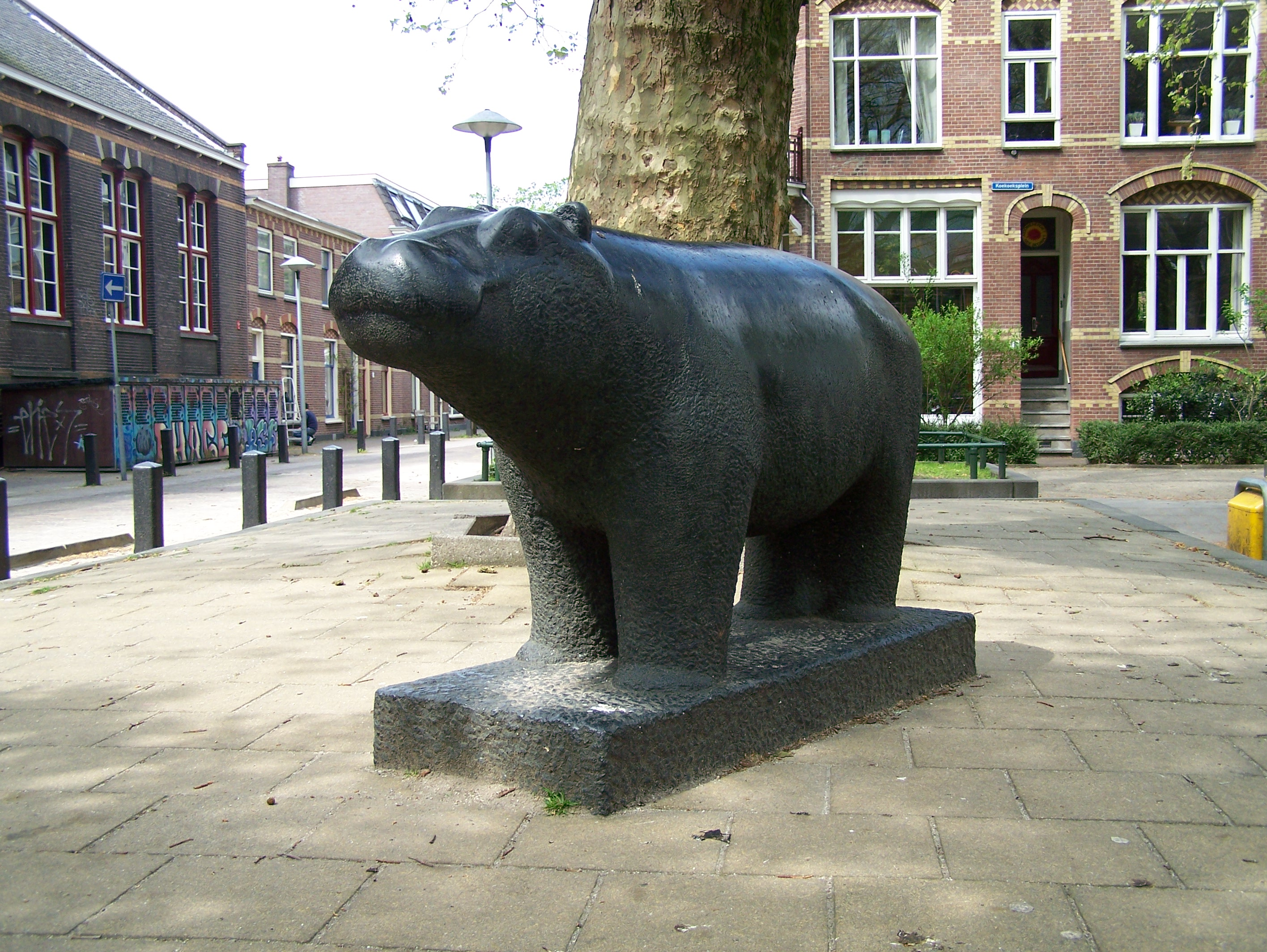
Nijlpaard (1984/1995), Utrecht
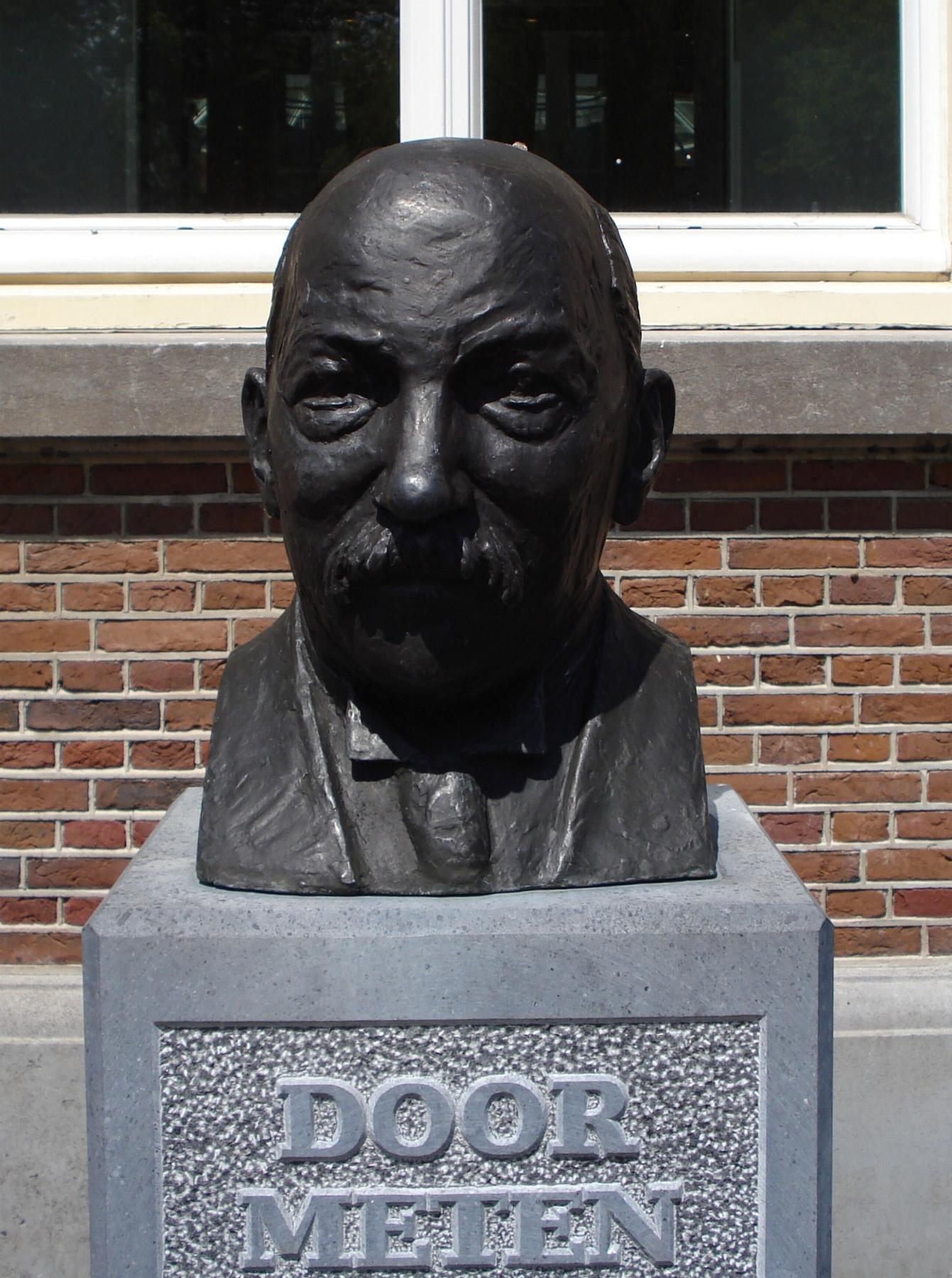
buste Kamerlingh Onnes (2008), Leiden

- RKD-Nederlands Instituut voor Kunstgeschiedenis: 35290